# Rhaphium discolor
Rhaphium discolor är en tvåvingeart som beskrevs av Zetterstedt 1838. I den svenska databasen Dyntaxa används istället namnet Rhaphium consobrinum. Rhaphium discolor ingår i släktet Rhaphium och familjen styltflugor. Arten är reproducerande i Sverige. Inga underarter finns listade i Catalogue of Life.